# Robert Van Zeebroeck
Robert Van Zeebroeck (Bruxelles, 31 ottobre 1909 – Tranent, 1991) è stato un pattinatore artistico su ghiaccio belga.

## Palmarès

### Individuale
| Evento                    | 1926 | 1928 | 1936 | 1938 |
| ------------------------- | ---- | ---- | ---- | ---- |
| Giochi olimpici invernali |      | 3°   |      |      |
| Campionati mondiali       | 7°   |      |      | 9°   |
| Campionati europei        | 6°   |      | 10°  |      |

### Coppie
(con Josy Van Leberghe)
| Evento                    | 1928 |
| ------------------------- | ---- |
| Giochi olimpici invernali | 6°   |